# Metasekvoje v Lutyni
Metasekvoje v Lutyni je památný strom metasekvoje čínská (Metasequoia glyptostroboides). Opadavý jehličnatý strom s korunou ve tvaru úzké pyramidy se nachází u prodejny potravin na rohu ulice Zahradní v Lutyni, části města Orlová v okrese Karviná v Ostravské pánvi v Moravskoslezském kraji.

## Další informace
Rozměry stromu k datu vyhlášení ochrany stromu 15. srpna 1992 nejsou známé.
Původně byly chráněny dvě sekvoje. Rozhodnutím MěÚ Orlová ze dne 18. března 2014 bylo od ochrany jedné sekvoje upuštěno.
Metasekvoje čínská patří do rostlinné čeledi cypřišovité a pochází z jihovýchodní Asie. Je považovaná za tak zvanou „živoucí fosilii“.